# Сент-Луїс
Сент-Луїс (англ. St. Louis) — місто (англ. city) і порт над річкою Міссісіпі у США у штаті Міссурі. Населення — 301 578 осіб (2020). За оцінками на 2013 рік — 318 416 (з передмістями 2,8 млн) мешканців.
Місто розташоване на західному березі Міссісіпі навпроти міста Іст-Сент-Луїс у штаті Іллінойс, південніше місця злиття річки Міссурі з Міссісіпі. Межі міста залишаються незмінними з 1876 року.
В адміністративному поділі штату Міссурі Сент-Луїс має статус незалежного міста, що є еквівалентом округу.

## Історія
Місцевість, де згодом побудували Сент-Луїс, була центром Міссісіпської культури корінних народів Америки. Ця цивілізація будівельників курганів насипала численні земляні вали й кургани по обидва боки річки Міссісіпі. Із 900 по 1500 рік головним регіональним центром цієї культури був Кахокія-Маунд. Через численні великі кургани в межах Сент-Луїса місто отримало прізвисько «Місто курганів». Ці кургани були переважно зруйновані під час забудови та розширення міста.
Перші європейські дослідники побували тут 1673 року, коли французи Луї Жол'є і Жак Маркетт пройшли через долину річки Міссісіпі. П'ять років по тому Ла Саль оголосив цей регіон володінням Франції і частиною Луїзіани.
Найбільш ранні європейські поселення в цьому районі були засновані на східному березі Міссісіпі в 1690-х — на початку 1700-х років, а на протилежному боці річки — у 1730-х роках. На початку 1764 року, після того як Франція програла Семирічну війну, П'єр Леклед з Нового Орлеану заснував торговий пост на західному березі Міссісіпі й назвав його на честь канонізованого французького короля Людовика IX (Луї IX). За результатами війни французькі землі на схід від Міссісіпі були передані Великій Британії, а землі на захід від Міссісіпі — Іспанії, тому майбутнє місто було засноване на іспанській території. Основним заняттям перших жителів була торгівля хутром.
1800 року Сент-Луїс був повернутий Франції і 1803 року, після купівлі Луїзіани, став частиною Сполучених Штатів. 1804 року експедиція Льюїса і Кларка вирушила з Сент-Луїса у свою велику дослідницьку подорож на північний захід до Тихого океану.
З приходом пароплавів у 1817 році Сент-Луїс почав швидко зростати і став важливим річковим портом. Німецькі та ірландські іммігранти оселилися тут у 19 столітті.
Місто стало опорним пунктом експансії Сполучених Штатів на захід, тут готувалися й екіпірувалися експедиції торговців хутром, а також дослідницькі експедиції в Каліфорнію й Орегон.
1849 року внаслідок епідемії холери тисячі людей померли, а частина міста була зруйнована пожежею, коли пароплав вибухнув біля берега. Залізниці були прокладені в 1850-х роках, а від 1870-х років вони вже забезпечували більшу частину перевезень. Під час Громадянської війни в США Сент-Луїс перебував на військовому положенні, будучи базою постачання збройних сил Півночі.
Після закінчення Громадянської війни Сент-Луїс був четвертим за чисельністю населення містом США і головним центром Середнього Заходу, але вже 1880 року його обігнало Чикаго.
1904 року в місті проходили Всесвітня виставка та III Олімпійські ігри.

## Географія
Сент-Луїс розташований за координатами 38°38′9″ пн. ш. 90°14′40″ зх. д. / 38.63583° пн. ш. 90.24444° зх. д. (38.635699, -90.244582). За даними Бюро перепису населення США в 2010 році місто мало площу 171,03 км², з яких 160,34 км² — суходіл та 10,68 км² — водойми.

### Клімат
Місто має вологий субтропічний клімат (Cfa за класифікацією кліматів Кеппена), проте агломерація Великого Сент-Луїса лежить у зоні вологого континентального клімату (Dfa за класифікацією Кеппена), що свідчить про вплив на клімат Сент-Луїсу острова тепла у місті. Для міста характерне жарке, вологе літо і холодна зима. Сент-Луїс відчуває вплив як холодного арктичного повітря, так і гарячого вологого тропічного повітря Мексиканської затоки. Середньорічна кількість опадів становить близько 1000 мм, але кількість опадів має значні коливання (від 523 мм у 1953 році до 1555 мм у 2015 році). Найвища зареєстрована температура в Сент-Луїсі склала 46 °C 14 липня 1954 року, а найнижча температура була -30 °C 5 січня 1884 року.
Грози спостерігаються в середньому 48 днів на рік. У весняний період грози часто супроводжуються сильними вітрами, з градом і торнадо. Розташований у Коридорі торнадо, Сент-Луїс має вражаючу історією руйнівних торнадо. Сильні повені, такі як Велика повінь 1993 року, можуть відбуватися навесні і влітку.
| Клімат Сент-Луиса       | Клімат Сент-Луиса | Клімат Сент-Луиса | Клімат Сент-Луиса | Клімат Сент-Луиса | Клімат Сент-Луиса | Клімат Сент-Луиса | Клімат Сент-Луиса | Клімат Сент-Луиса | Клімат Сент-Луиса | Клімат Сент-Луиса | Клімат Сент-Луиса | Клімат Сент-Луиса | Клімат Сент-Луиса |
| Показник                | Січ.              | Лют.              | Бер.              | Квіт.             | Трав.             | Черв.             | Лип.              | Серп.             | Вер.              | Жовт.             | Лист.             | Груд.             | Рік               |
| Абсолютний максимум, °C | 25                | 29                | 33                | 34                | 37                | 42                | 46                | 43                | 40                | 34                | 30                | 24                | 46                |
| Середній максимум, °C   | 3,1               | 5,8               | 12,5              | 19,3              | 24,5              | 29,5              | 31,8              | 30,7              | 26,6              | 20,2              | 12,6              | 5,3               | 18,5              |
| Середня температура, °C | −1,5              | 1,0               | 7,2               | 13,7              | 18,9              | 24,1              | 26,5              | 25,3              | 21,2              | 14,6              | 7,8               | 1,0               | 13,3              |
| Середній мінімум, °C    | −6,2              | −3,8              | 1,9               | 8,0               | 13,3              | 18,7              | 21,3              | 19,9              | 15,8              | 9,0               | 3,1               | −3,3              | 8,1               |
| Абсолютний мінімум, °C  | −30               | −28               | −21               | −7                | −1                | 6                 | 11                | 8                 | 0                 | −6                | −17               | −27               | −30               |
| Норма опадів, мм        | 45.9              | 53.8              | 90.9              | 88.9              | 100.8             | 94.4              | 97.7              | 72.3              | 79.2              | 68                | 83.3              | 76.9              | 952.7             |
| Вологість повітря, %    | 73.0              | 72.0              | 68.3              | 63.5              | 66.5              | 67.1              | 68.0              | 70.0              | 71.6              | 68.7              | 72.2              | 75.8              | 69.7              |
| ----------------------- | ----------------- | ----------------- | ----------------- | ----------------- | ----------------- | ----------------- | ----------------- | ----------------- | ----------------- | ----------------- | ----------------- | ----------------- | ----------------- |
| Джерело: World Climate  |                   |                   |                   |                   |                   |                   |                   |                   |                   |                   |                   |                   |                   |

## Демографія
Згідно з переписом 2010 року, у місті мешкали 319 294 особи в 142 057 домогосподарствах у складі 67 488 родин. Густота населення становила 1867 осіб/км². Було 176002 помешкання (1029/км²).
Расовий склад населення:
| - 49,2 % — чорних або афроамериканців - 43,9 % — білих - 2,9 % — азійців - 0,3 % — корінних американців - 1,3 % — осіб інших рас |

До двох чи більше рас належало 2,4 %. Іспаномовні складали 3,5 % від усіх жителів.
За віковим діапазоном населення розподілялося таким чином: 21,2 % — особи молодші 18 років, 67,8 % — особи у віці 18—64 років, 11,0 % — особи у віці 65 років та старші. Медіана віку мешканця становила 33,9 року. На 100 осіб жіночої статі у місті припадало 93,4 чоловіків; на 100 жінок у віці від 18 років та старших — 90,8 чоловіків також старших 18 років.
Середній дохід на одне домашнє господарство становив 52 203 долари США (медіана — 35 599), а середній дохід на одну сім'ю — 64 580 доларів (медіана — 46 334). Медіана доходів становила 42 411 долар для чоловіків та 36 279 доларів для жінок. За межею бідності перебувало 27,1 % осіб, у тому числі 41,8 % дітей у віці до 18 років та 16,6 % осіб у віці 65 років та старших.
Цивільне працевлаштоване населення становило 147 194 особи. Основні галузі зайнятості: освіта, охорона здоров'я та соціальна допомога — 27,5 %, мистецтво, розваги та відпочинок — 13,5 %, науковці, спеціалісти, менеджери — 11,5 %.

## Спорт
У місті базуються спортивні такі команди: хокейний клуб Сент-Луїс Блюз (домашня арена — Скоттрейд-центр), бейсбольний клуб Сент-Луїс Кардиналз (домашня арена — Буш Стедіум). У 1995—2015 роках у Сент-Луїсі базувалася команда з американського футболу Сент-Луїс Ремз, 2016 року команда повернулася до Лос-Анджелесу, де вона базувалася раніше.
З 1 липня по 23 листопада 1904 року в Сент-Луїсі проходили III Олімпійські ігри, у змаганнях брали участь спортсмени з дванадцяти країн світу. Починаючи з 2013 року в місті щорічно проходить міжнародний шаховий турнір, який є одним з етапів шахової серії турнірів Grand Chess Tour (з 2015 року).

## Транспорт
З липня 1993 року в місті працює легкий метрополітен, дві лінії якого пов'язують Сент-Луїс з його передмістями та міжнародним аеропортом. Сент-Луїс обслуговується двома пасажирськими аеропортами. Міжнародний аеропорт Ламберт-Сент-Луїс знаходиться за 16 кілометрів на північний захід від центру міста. Це найбільший і найзавантаженіший аеропорт у штаті. 2016 року, коли аеропорт здійснював понад 255 рейсів щоденно, він обслужив більше 15 мільйонів пасажирів.. Аеропорт Сент-Луїс-Мід-Америка є другим пасажирським аеропортом, що обслуговує місто. Він розташований за 27 кілометрів на схід від центру міста, обслуговує тільки внутрішні рейси.

## Культура
- Художній музей (Сент-Луїс)

## Уродженці
- Вільям Беггот (1879—1948) — американський актор, режисер і сценарист
- Гелен Фріман (1886—1960) — американська актриса кіно
- Томас Еліот (1888—1965) — американський та англійський поет, драматург і літературний критик
- Дел Ендрюс (1894—1942) — голлівудський сценарист та режисер
- Гордон Вайлз (1904—1950) — американський артдиректор і режисер
- Петсі Рут Міллер (1904—1995) — американська кіноакторка, яка зробила кар'єру в епоху німого кіно
- Марта Ґеллгорн (1908—1998) — американська журналістка, письменниця
- Барбара О'Ніл (1910—1980) — американська кіноакторка
- Вінсент Прайс (1911—1993) — американський актор
- Бетті Грейбл (1916—1973) — американська акторка, танцівниця і співачка
- Шеллі Вінтерс (1920—2006) — американська театральна, телевізійна і кіноакторка
- Йогі Берра (1925—2015) — американський бейсболіст і менеджер
- Томас Іглтон (1929—2007) — американський політик
- Фонтелла Басс (1940—2012) — американська співачка в стилях соул, ритм-енд-блюз, поп
- Марша Мейсон (нар. 1942) — американська акторка і телевізійний режисер
- Стівен Чу (нар. 1948) — американський фізик, нобелевський лауреат
- Джон Гудмен (нар. 1952) — американський актор та продюсер
- Лінда Блер (нар. 1959) — американська актриса кіно і телебачення
- Енн Вагнер (нар. 1962) — американський політик і дипломат.

### Українці Сент-Луїсу
У місті проживає близько 3000 українців (у 1930-х роках було близько 1000). Перші українці, здебільшого з Лемківщини, поселилися в Сент-Луїсі в 1880-х роках.
У місті є дві українські парафії: католицька (з церквою Успіння, заснована в 1907 році) і православна — від 1927 року.
У місті помер Омелян Лоґуш — член проводу ОУН(б) (псевдо «Іванів»), батько Юрія Лоґуша.

## Галерея

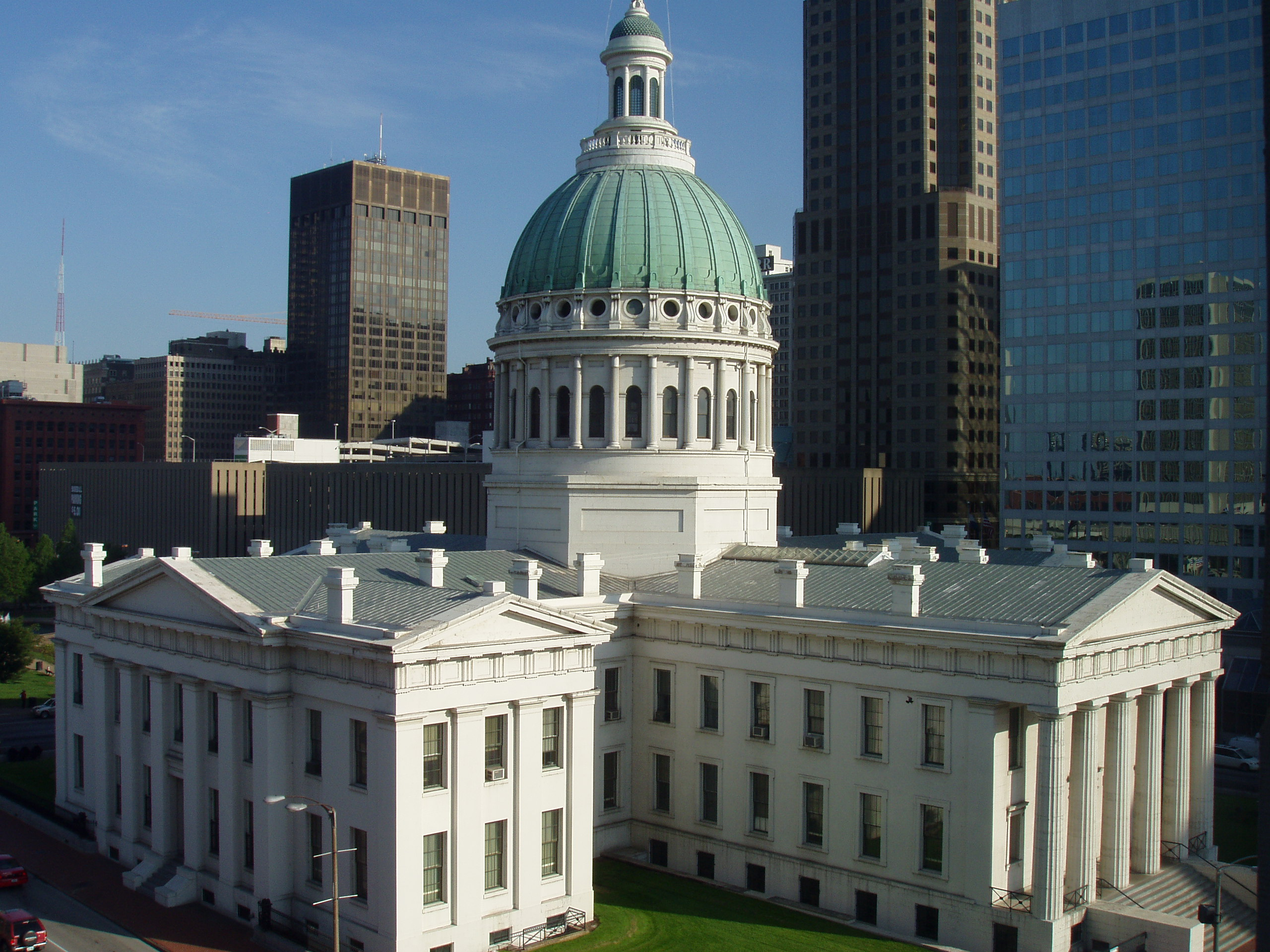
Старий корпус Палацу юстиції, який тепер є частиною Національної експозиції Меморіалу Джефферсона
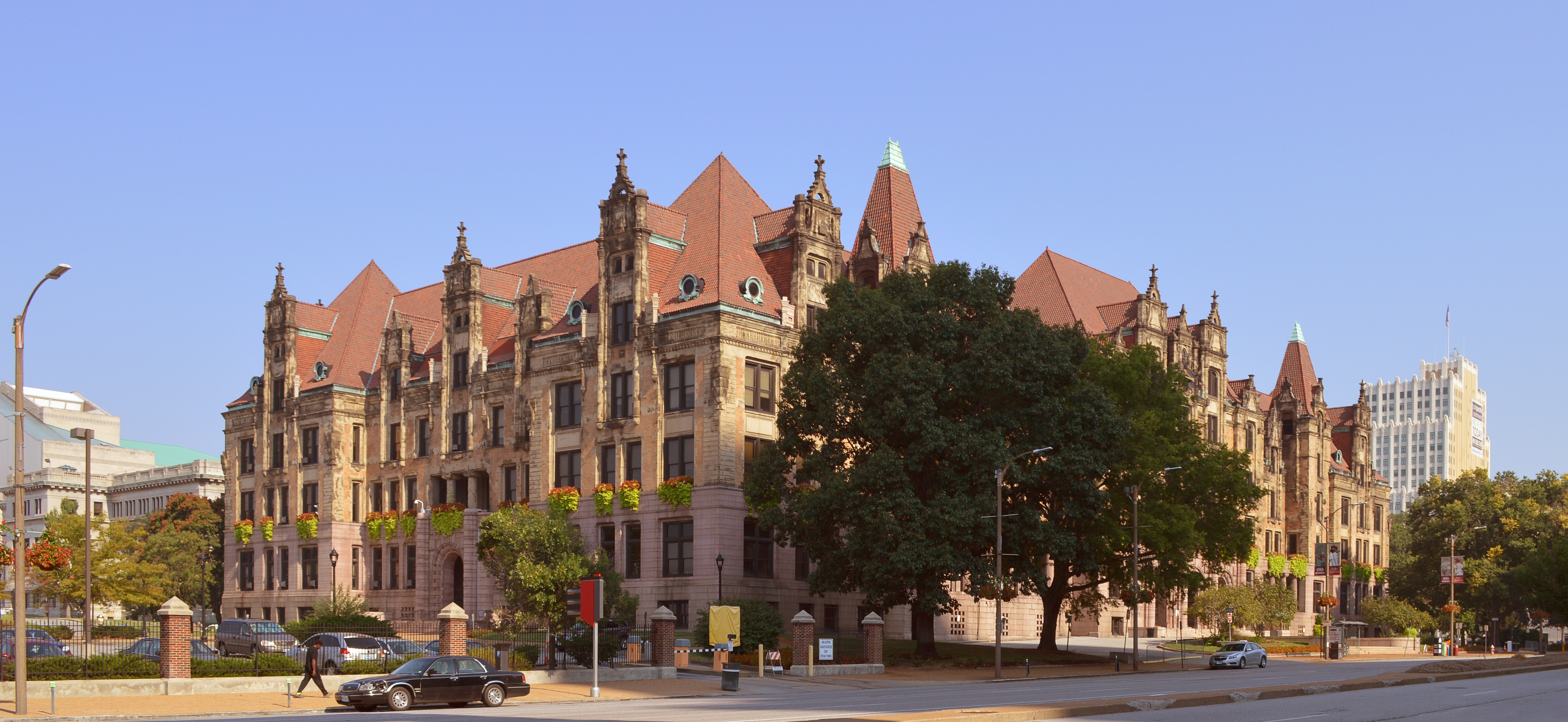
Ратуша
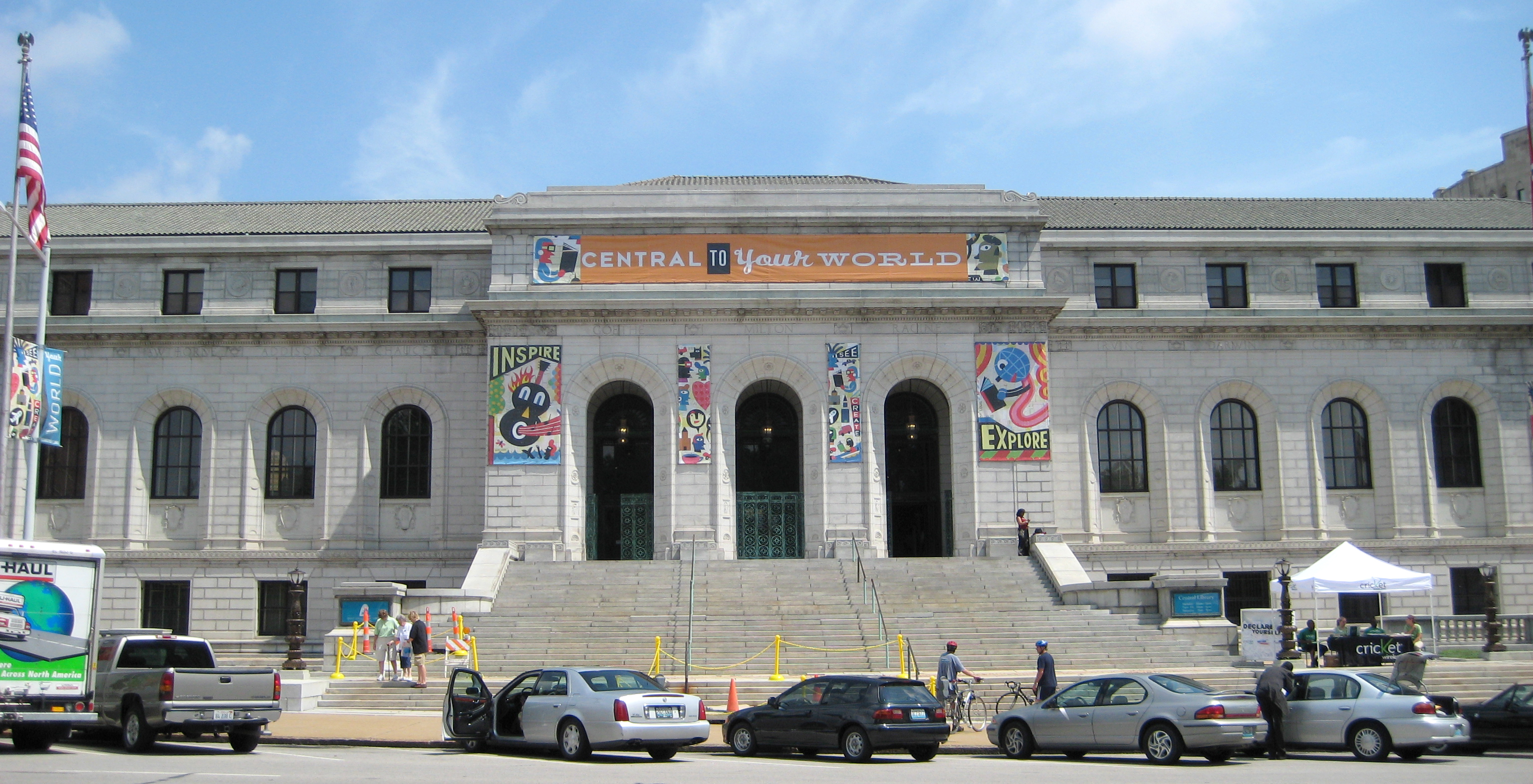
Центральна бібліотека
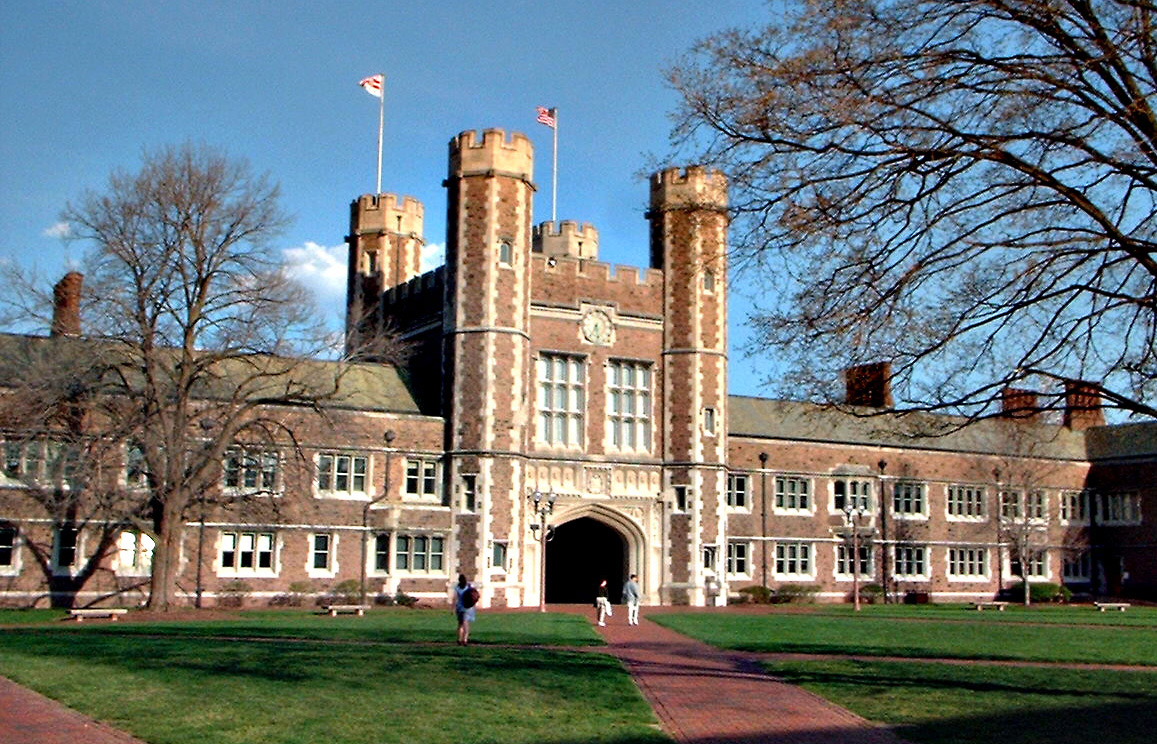
Університет Вашингтона
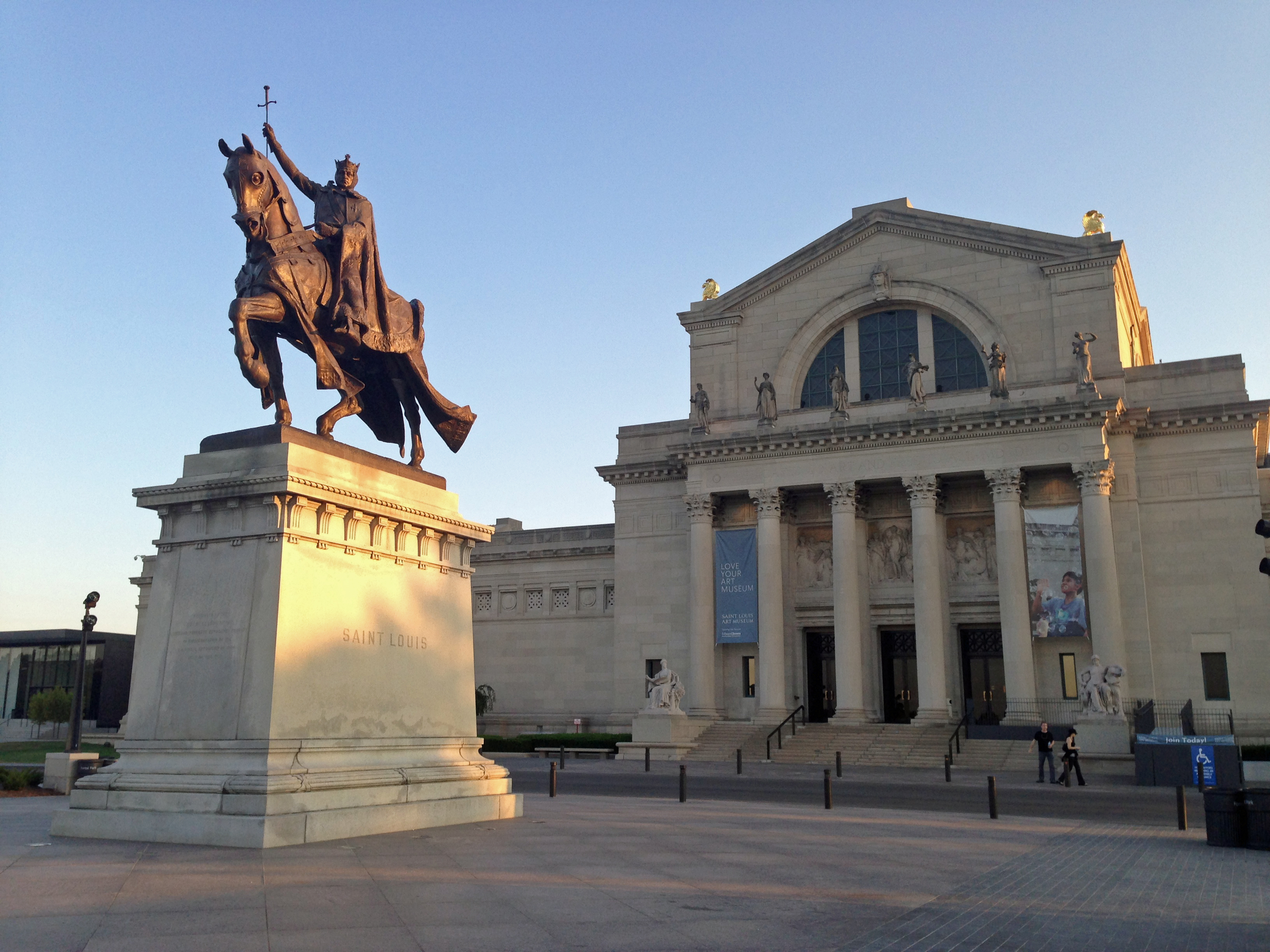
Художній музей
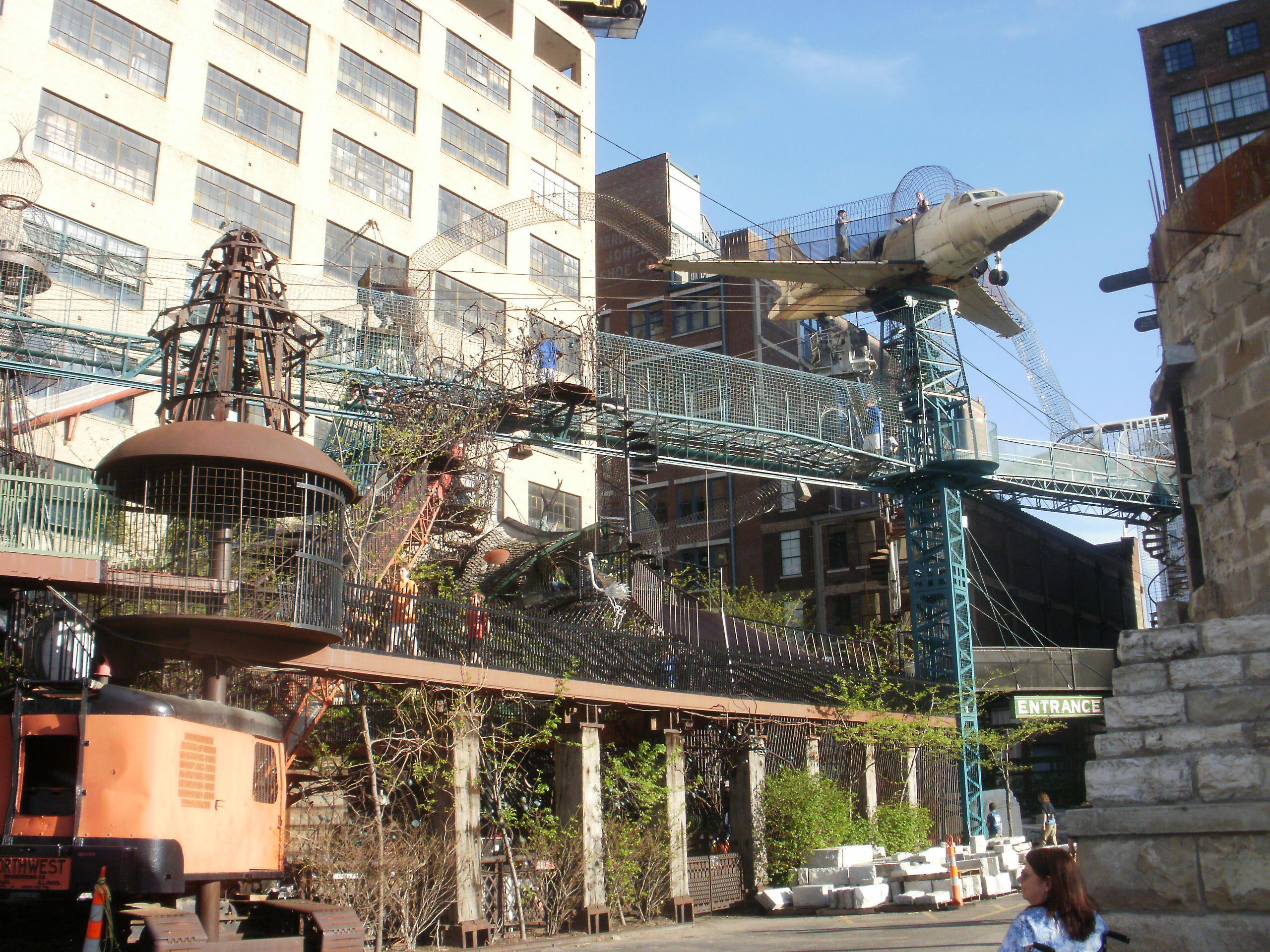
Музей міста
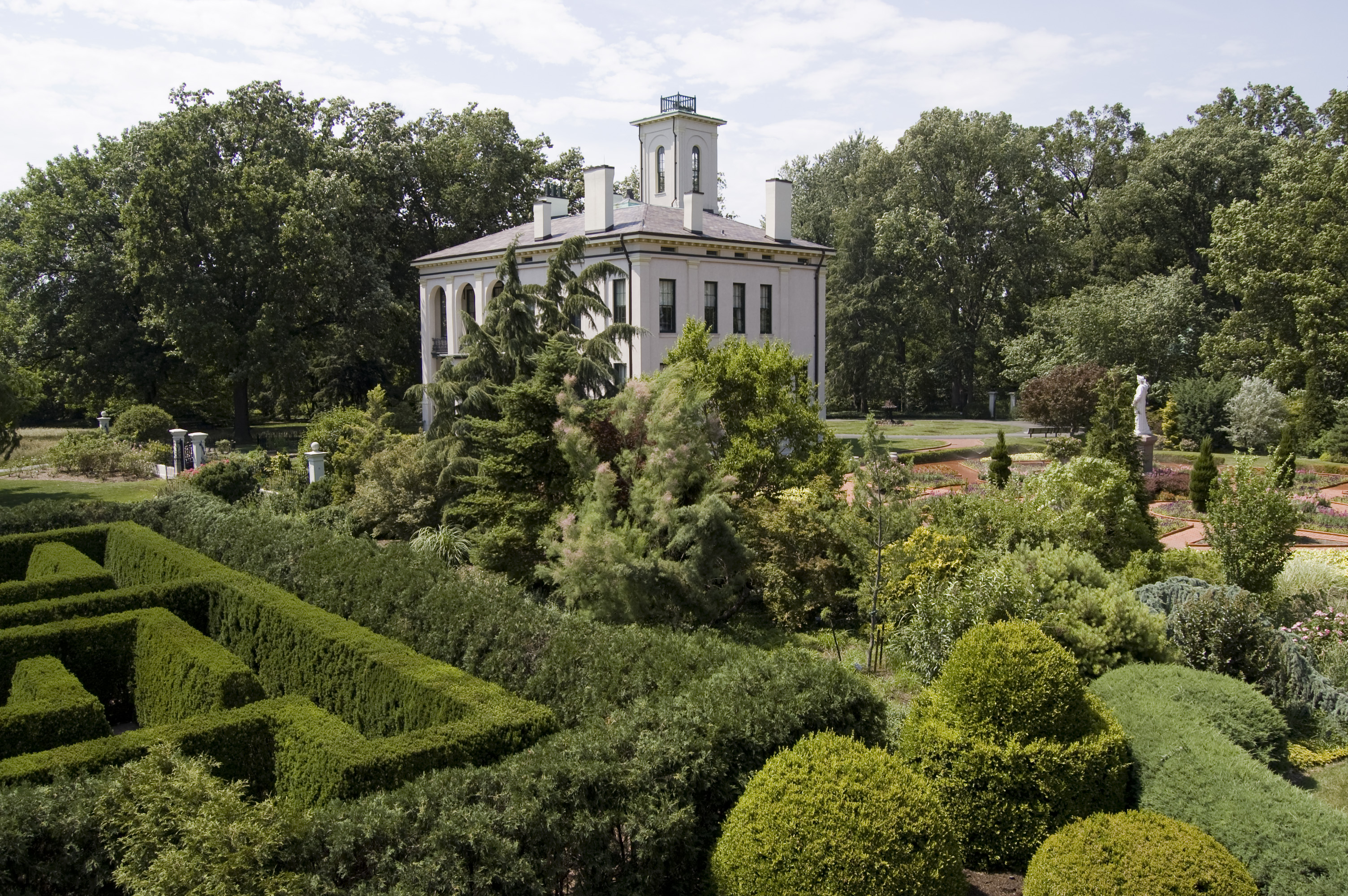
Міссурійський ботанічний сад
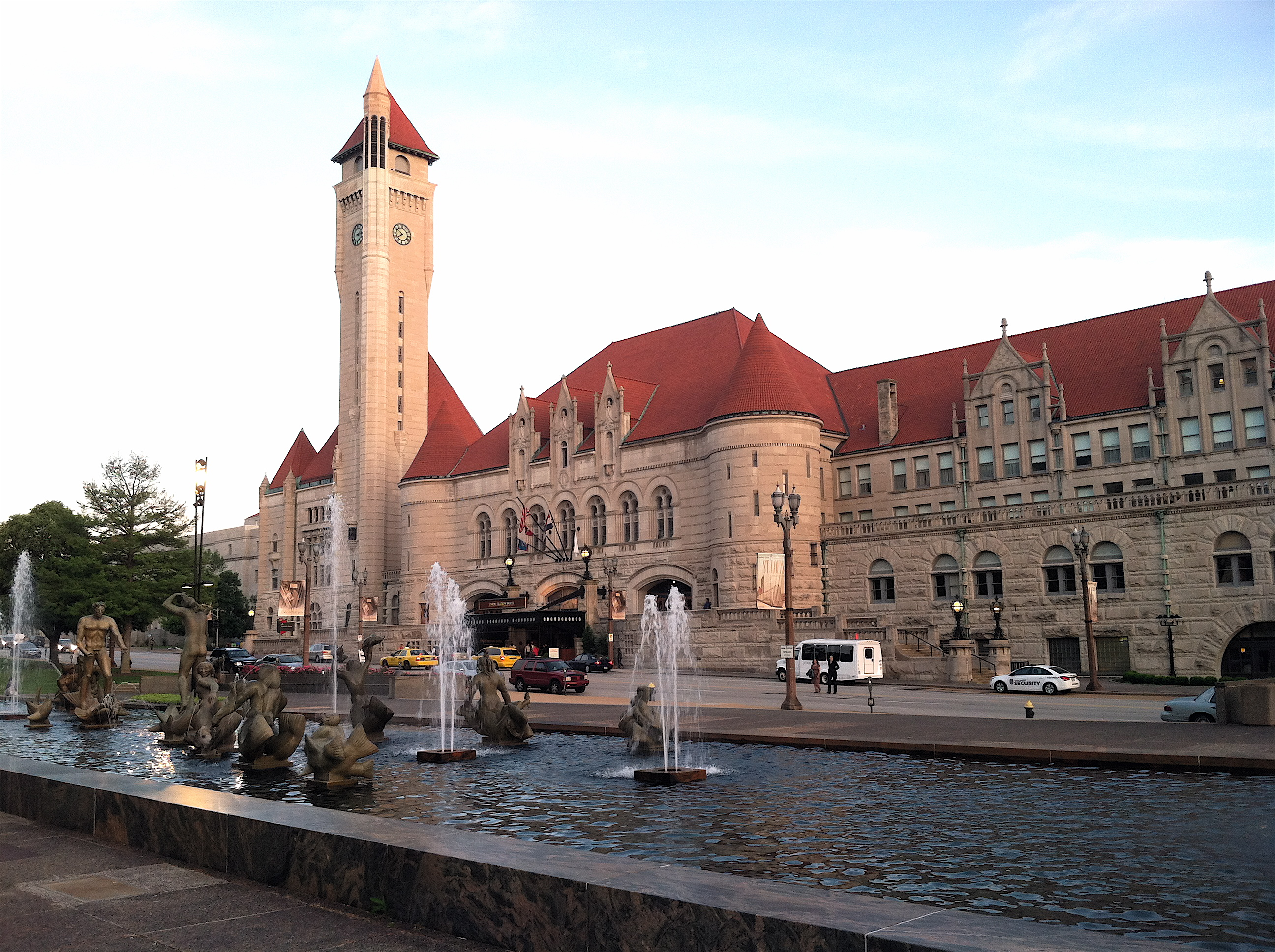
Колишній залізничний вокзал, перебудований на готель і торгівельний центр
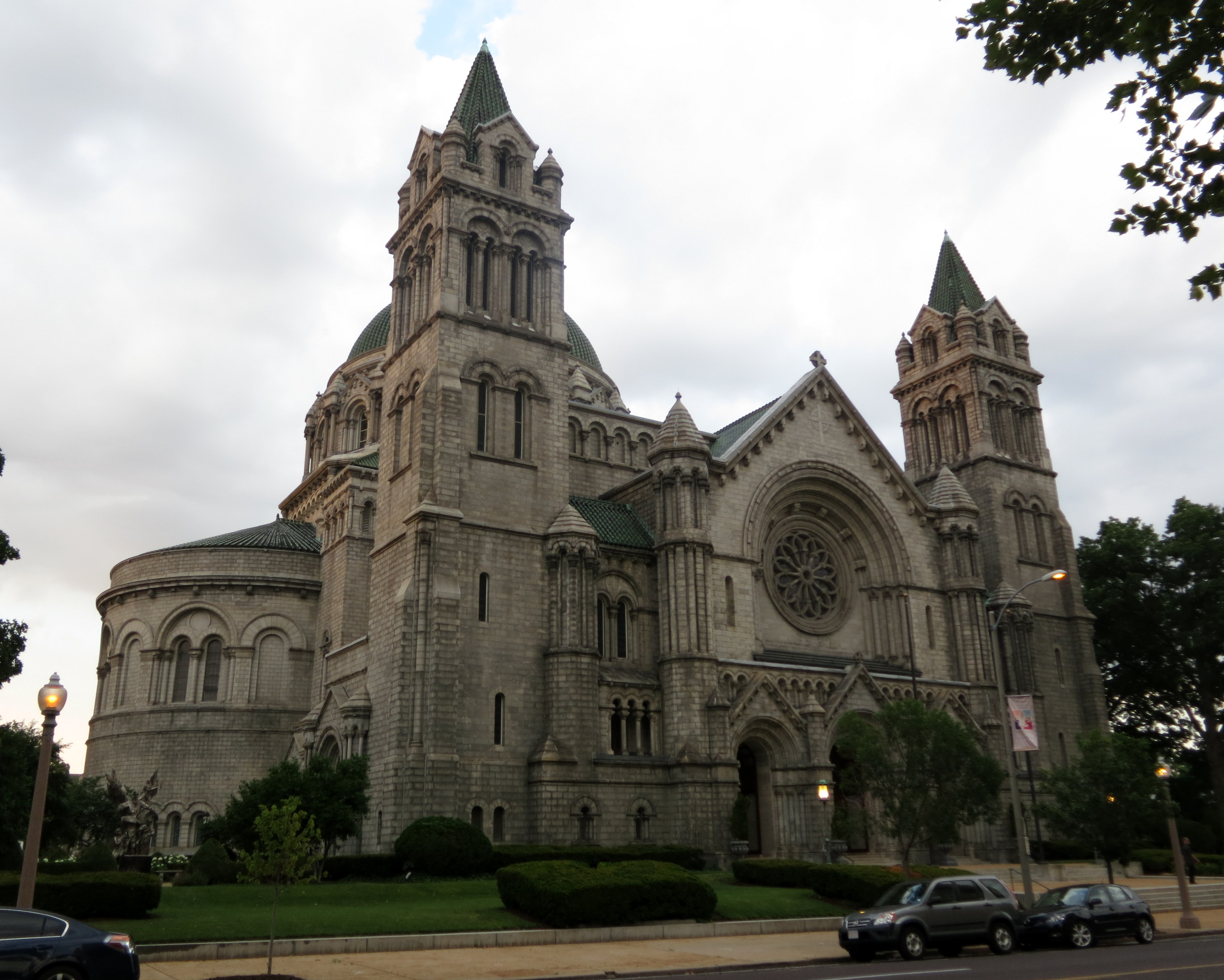
Базиліка Святого Людовіка
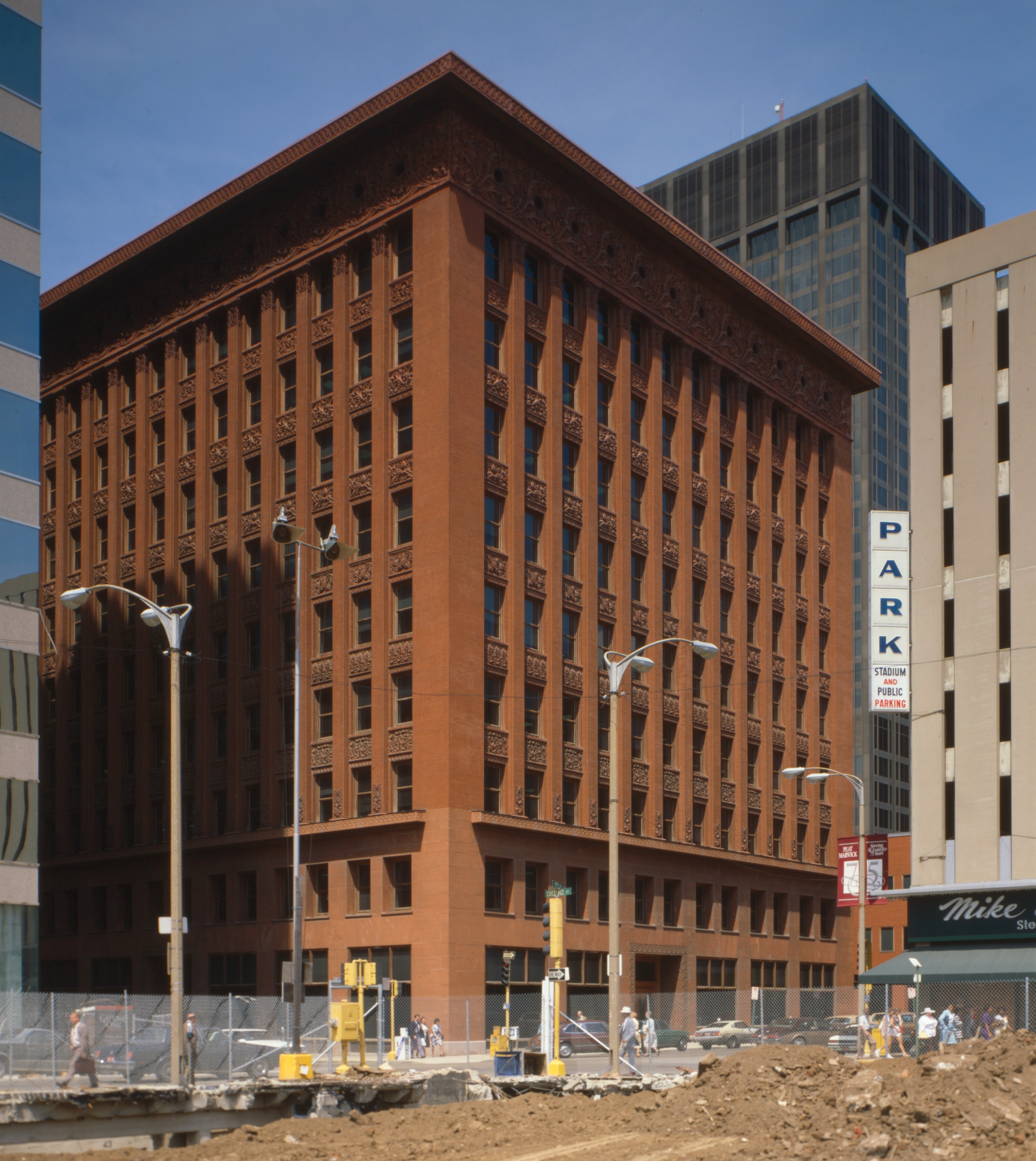
Вейнрайт-білдинг (1890-1891), арх. Луїс Салліван